# Генрік Гаукеланд
Генрік Гаукеланд (норв. Henrik Haukeland, нар. 6 грудня 1994, Фредрікстад) — норвезький хокеїст, воротар клубу ДХЛ «Штраубінг Тайгерс». Гравець збірної команди Норвегії.

## Ігрова кар'єра
Професійну хокейну кар'єру розпочав 2011 року.
Захищав кольори професійних команд «Стьєрнен», «Лександ», ТПС, «КооКоо», «Фер'єстад», «Ред Булл» (Мюнхен).
З сезону 2022–23 років виступав за клуб «Дюссельдорф ЕГ».
Наразі ж грає за клуб ДХЛ «Штраубінг Тайгерс».
У складі національної збірної Норвегії грав на чемпіонатах світу 2017, 2018, 2019, 2021, 2022, 2023 та 2024 років.